# Edificio de convertidores de Corrales
El edificio de convertidores de Corrales es una antigua subestación eléctrica situada en el municipio español de Aljaraque, en la provincia de Huelva. Fue construido a comienzos del siglo XX para prestar servicio a las instalaciones del cercano muelle-embarcadero de mineral sobre el río Odiel.

## Características
En 1918 fue construida esta subestación con motivo de la electrificación que se llevó a cabo en las instalaciones del muelle-embarcadero de mineral que la Tharsis Sulphur and Copper Company Limited poseía sobre el río Odiel. El edificio presenta una planta rectangular con cubierta metálica a dos aguas y está construido en fábrica de ladrillo. En la actualidad constituye la única edificación del complejo ferroviario de Puntal de la Cruz que ha sobrevivido.
Fue restaurado en 2010 por el Ayuntamiento de Aljaraque, por lo que en la actualidad presenta un buen estado de conservación.